# Macchia del Maputaland-Pondoland
La macchia del Maputaland-Pondoland è un'ecoregione dell'ecozona afrotropicale (codice ecoregione: AT1012) situata nella parte orientale del Sudafrica.

## Territorio
L'ecoregione si sviluppa lungo i numerosi fiumi delle province sudafricane del Capo Orientale e del KwaZulu-Natal. Tra i fiumi più importanti della regione ricordiamo quelli appartenenti al bacino del Tugela, poco a nord del centro urbano di Durban, e quelli del Capo Orientale, lo mBashe, il Kei e il Great Fish. Molti dei fiumi della regione hanno inciso profonde gole scorrendo attraverso la catena dei Drakensberg. Questo è particolarmente vero per quanto riguarda i fiumi della parte meridionale, mentre nel settore settentrionale i fiumi si sviluppano soprattutto in una regione pianeggiante. Una stretta fascia di foresta costiera del KwaZulu e del Capo separa questa ecoregione dalle acque subtropicali dell'oceano Indiano ad est, mentre all'interno essa è delimitata per lo più dall'ecoregione delle praterie montane dei monti dei Draghi.
La frammentazione del Gondwana e i successivi cicli di sollevamenti ed erosioni hanno plasmato il paesaggio di questa regione. A seguito della costituzione di un vero e proprio sistema idrografico, questi processi hanno portato alla formazione della Grande Scarpata, che separa l'altopiano interno dell'Africa australe dalle regioni costiere. La vegetazione di questa ecoregione si sviluppa su un'ampia gamma di formazioni geologiche, da un basamento di graniti, scisti, gneiss e lave (intrusioni di basalto e dolomite) a vari strati sedimentari, compresi sedimenti marini risalenti ai periodi cretaceo e cenozoico. Predominano i suoli argillosi e i litosuoli. La macchia del Maputaland-Pondoland è generalmente limitata ai suoli profondi e ben drenati, caratterizzati da lisciviazione medio-alta.
L'ecoregione è caratterizzata da un clima stagionale relativamente asciutto. Quasi tutta la regione riceve meno di 800 mm di pioggia all'anno, che possono scendere a 450 mm in alcune aree meridionali. Fino al 75% delle precipitazioni annue cade durante i caldi mesi estivi, tra ottobre e marzo. Le temperature variano tra 12 e 26 °C. Soprattutto a causa della vicinanza del mare, le gelate notturne sono pressoché inesistenti.

## Flora
L'ecoregione è situata in una delle aree più diversificate dal punto di vista floristico dell'intera Africa, con specie proprie della foresta afromontana, della foresta costiera, della savana arbustiva dello Zambesi e della boscaglia del Karoo. Tuttavia, nonostante l'elevato numero di specie, il tasso di endemismi è basso. La vegetazione tipica è costituita da una boscaglia di sclerofille sempreverdi che formano una fitta canopia, che può essere alta fino a 6 metri. 
Gli studiosi hanno dimostrato che le boscaglie di questa ecoregione presentano una varietà di piante simile a quella di altre regioni del Capo sud-orientale, e sono in effetti ricche di specie quanto le formazioni del fynbos, note in tutto il mondo per la loro straordinaria biodiversità. Nell'ecoregione vivono tra 6000 e 7000 specie di piante, e in un punto di essa sono state registrate più di 49 specie in 100 metri quadrati. Come già ricordato prima, il tasso di endemismi è basso, ed è ristretto soprattutto a specie succulente dei generi Euphorbia, Crassula, Delosperma e Aloe. Ben rappresentate sono anche le Cicadacee, con specie quali Encephalartos princeps, E. trispinosus, E. arenarius e E. latifrons, quasi o del tutto limitate a questa ecoregione. Oltre alla vicinanza di altri tipi di ambienti, il basso livello di endemicità potrebbe essere dovuto a pressioni selettive quali l'instabilità del clima, che ha portato allo sviluppo di una flora dove le specie generaliste sono favorite.

## Fauna
La diversità faunistica è scarsa. Dal momento che molte delle specie si spostano liberamente tra questa ecoregione e le aree limitrofe, il numero di specie endemiche è relativamente basso. Sebbene molte delle specie di mammiferi che abitavano originariamente la regione siano ancora presenti, il numero di esemplari si è quasi sempre estremamente ridotto. In alcuni casi alcune specie sono scomparse del tutto dalla regione, come il leopardo (Panthera pardus), che, sebbene sia ancora presente, occupa oggi solamente le gole e i recessi più inaccessibili dell'ecoregione. Più numerosi sono il serval (Leptailurus serval), il caracal (Caracal caracal), la genetta del Capo (Genetta tigrina), il tasso del miele (Mellivora capensis) e la mangusta dalla coda bianca (Ichneumia albicauda). Lo sciacallo dalla gualdrappa (Canis mesomelas), un tempo diffuso in tutta la regione, è notevolmente diminuito a causa di programmi di controllo su vasta scala. La mangusta di palude (Atilax paludinosus) e la mangusta icneumone (Herpestes ichneumon), così come la lontra dal collo macchiato (Hydrictis maculicollis) e la lontra dalle guance bianche (Aonyx capensis), abitano lungo i corsi d'acqua della regione, anche se quest'ultima si allontana spesso da essi alla ricerca di nuovi terreni di alimentazione.
Gli ungulati non sono molto rappresentati, tuttavia vivono qui sia il rarissimo rinoceronte nero (Diceros bicornis) che il rinoceronte bianco (Ceratotherium simum). I potamocheri (Potamochoerus larvatus) sono relativamente comuni, soprattutto nei fondivalle ricoperti da fitta vegetazione, mentre il cefalofo azzurro (Philantomba monticola) è per lo più confinato alle foreste, alle boscaglie umide e alle fitte macchie costiere. Altre antilopi qui presenti sono il tragelafo striato (Tragelaphus scriptus), il kudù maggiore (T. strepsiceros), l'antilope alcina (T. oryx), la silvicapra (Sylvicapra grimmia) e la redunca montana (Redunca fulvorufula).
Solamente due specie di mammiferi sono quasi endemiche della regione: il ratto talpa gigante (Chrysospalax trevelyani), in pericolo d'estinzione, diffuso nel sottosuolo delle foreste e delle boscaglie del Capo Orientale, e la lepre delle rocce del Natal (Pronolagus crassicaudatus), una specie che abita gli impervi versanti delle colline che si affacciano sulla frangia costiera orientale del Sudafrica e del Mozambico meridionale.
A causa della vicinanza con altre ecoregioni, l'avifauna della macchia del Maputaland-Pondoland presenta un gran numero di specie, ma solo due di esse sono quasi endemiche: la cossifa corista (Cossypha dichroa), associata per lo più alle foreste, e il canarino di foresta (Crithagra scotops), proprio delle macchie. Nel Capo Orientale è comune nelle comunità di euforbie che crescono sui versanti più alti rivolti a sud delle valli dei fiumi.
Anche l'avvoltoio del Capo (Gyps coprotheres) è presente nell'ecoregione. Sebbene vada in cerca di cibo soprattutto nelle distese erbose e nelle savane arbustive, necessita di alte falesie per riprodursi. Nella colonia di Collywobbles, situata lungo le falesie della tortuosa gola formata dal fiume mBashe, riconosciuta come Important Bird and Biodiversity Area, vivono almeno 60-90 coppie di questi rapaci, ben poca cosa rispetto alle 300 presenti qui in passato. Un altro uccello minacciato di estinzione diffuso nell'ecoregione è il tordo terragnolo macchiato (Geokichla guttata). Il frattarolo di Knysna (Bradypterus sylvaticus), pur non vivendo precisamente nell'ecoregione, è relegato a chiazze di foresta estremamente frammentate del Capo Orientale e Occidentale completamente circondate dalla macchia del Maputaland-Pondoland. Ogni impatto negativo su questa ecoregione, pertanto, minaccia da vicino la sopravvivenza di questa specie di volatile.
Diversamente da quella degli altri vertebrati, la diversità e l'endemismo di anfibi e rettili sono piuttosto alti. Due dei rettili quasi endemici dell'ecoregione (Bradypodion thamnobates e Kinixys natalensis) sono classificati come localmente rare; rare sono anche tre specie di anfibi (Hyperolius pickersgilli, Leptopelis xenodactylus e Cacosternum nanum).

## Conservazione

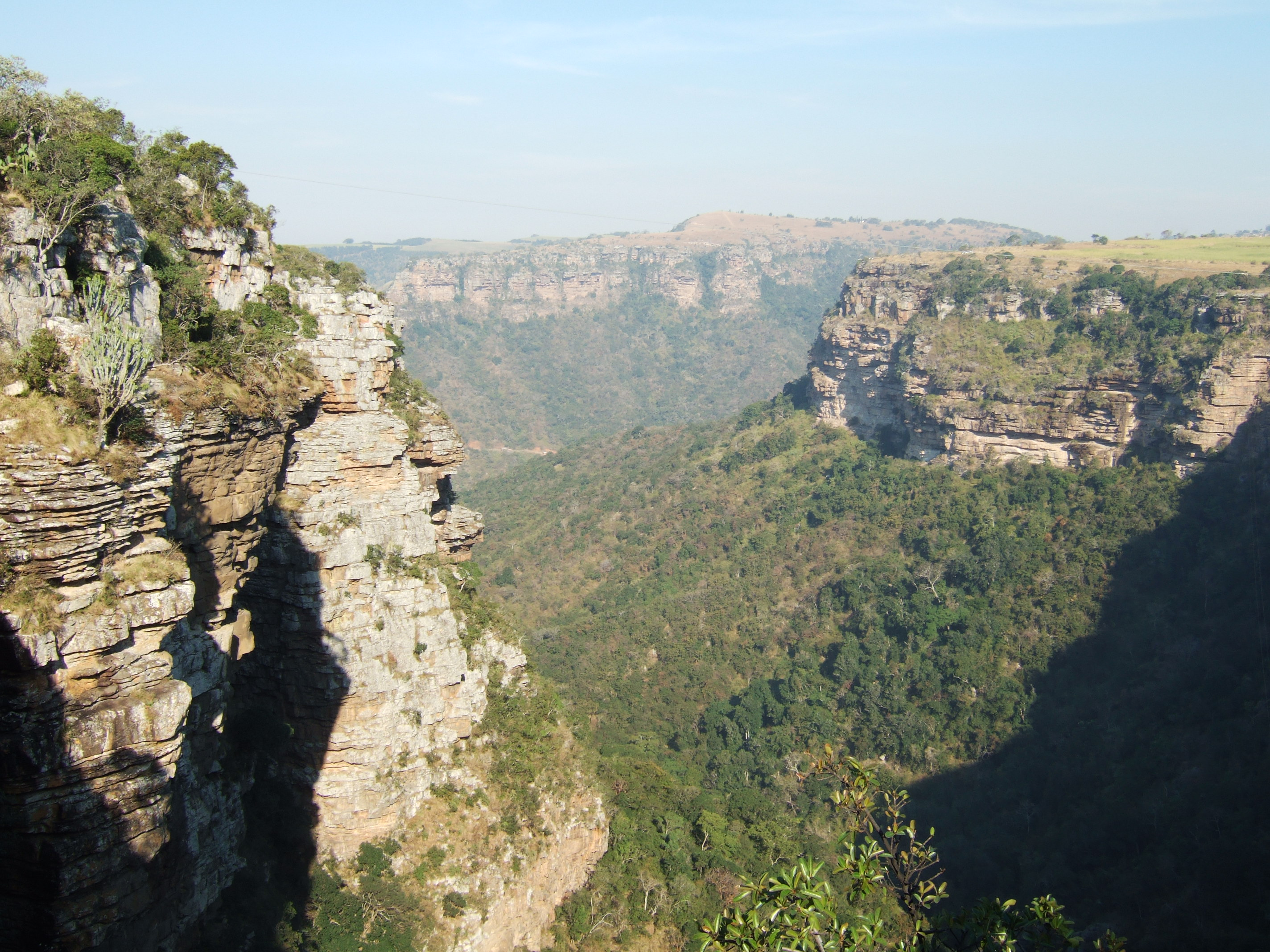
Il canyon Oribi Gorge

Metà del manto originario di questa ecoregione è stato alterato o trasformato per altri usi. In molte aree, l'erosione ha portato allo formazione di terreni impervi e pietrosi, ricoperti da suoli poco profondi sui quali non può crescere che una stentata vegetazione, fattore che ha portato alla scomparsa di alcune specie di mammiferi. E dal momento che l'ecoregione confina con alcune delle aree più densamente popolate dell'Africa, gran parte dell'ambiente originario va continuamente distrutto per fare spazio a coltivazioni di tè, canna da zucchero e mais. Inoltre, le capre e gli altri animali da pascolo consumano gran parte della vegetazione indigena vicino ai centri urbani. Un altro serio problema è causato dall'invasione di oltre 130 specie di piante aliene.